# Urbe (semanario)
Urbe fue un semanario alternativo venezolano fundado en 1996 por Adriana Lozada y Carlos Lizarralde, posteriormente vendido a la editorial Cadena Capriles en 2006 y que circuló de manera impresa hasta 2011.

## Historia

### Inicios
En enero de 1995, Adriana Lozada, volvía a Caracas después de lograr la titulación como comunicadora social en la Universidad Concordia de Montreal. Durante sus 5 años en Canadá, armó en su mente el bosquejo de una publicación parecida al Village Voice de New York y el Montreal Mirror. Ya en su ciudad, comienza a trabajar en la agencia de publicidad FCB y ahí conoce a Carlos Lizarralde, quien tenía una experiencia previa en la realización de una publicación para la comunidad hebrea. En unos meses dieron forma a la idea después de obtener un estudio de mercado en el que concluyeron que su público objetivo era una generación de chicos, de entre 15 y 25 años, denominados “apáticos rebeldes”.
En el cuarto del servicio de la casa de Lozada, con dos computadoras alquiladas, usando el teléfono familiar de la casa y un capital inicial de 500 mil bolívares (3.000 dólares de la época) se dieron a la tarea de sacar un prototipo de 500 ejemplares en tamaño tabloide impreso en blanco y negro. En la portada, estaba la agrupación venezolana Desorden Público. Con ese número cero, hicieron una campaña en las agencias de publicidad logrando una preventa de anuncios por 6 meses, lo que les permitió mudarse a una pequeña oficina en el centro de la ciudad y, el 22 de junio de ese año, sacar a la calle 3.000 ejemplares de un formato tabloide de 24 páginas y distribución quincenal. La portada mostraba a integrantes de los grupos de rock La Calle, Los Gusanos, Desorden Público y Los Amigos Invisibles bajo el título “Rock ‘n’ balls”. La promoción se centraba en avisos a full color pegados en las universidades caraqueñas con el lema “un jueves sí, un jueves no” y pregoneros en las calles vendiendo los números a un precio de 20 bolívares (10 centavos de dólar) y 32 páginas con una distribución semanal.
Durante los primeros años, Lozada ejercía como editora y Lizarralde como publisher, quien vigilaba personalmente la calidad y color de la impresión en las rotativas de The Daily Journal, lugar donde se convertía en papel. El contenido iba centrado en la música, sexo, drogas y crítica.

## Equipo Editorial
La jefatura editorial de Urbe fue asumida por las siguientes personas a lo largo de los años:
| Años      | Nombre                          |
| --------- | ------------------------------- |
| 1996-2000 | Adriana Lozada                  |
| 2000-     | Eric Colón                      |
|           | Alejandro Rebolledo             |
| 2002-2006 | Gabriel Torrelles               |
|           | Gisele Díaz L.                  |
|           | Juan Pablo Fernández-Feo        |
|           | Lizandro Melean y Gerard Cortez |
| 2008-2011 | Gabriel Torrelles               |
| 2011      | Carlos Piña                     |

### Escritores
Entre otros, algunos de los nombres más reconocidos que escribieron en Urbe se encuentran: Alejandro Rebolledo, Álvaro Márquez, Ana María Simons, Ángel López, Aurora Luna, Bobby Perú, Carlos Flores, Carla Tofano, Carlos Piña, César Cortez, Claudio Fernández, Edgar Ramírez, Elí Bravo, Enrique Enríquez, Eric Colón, Daniel Novoa, Dj Trece, Erika de La Vega, Fran Monroy, Gabriel Torrelles, George Harris, Gerard A. Cortez, Gerhard Weil, Gregorio Montiel Cupello, Héctor González, Henrique Do Couto, J.A. Mora, Jean Marc Tauszik, Daniel Esparza, Jeff Rey, José Gregorio Márquez, José Luis Pardo, Juan Ignacio Cortiñas, Juan Pablo Fernández-Feo, Leo Rojas, Lizandro Melean, Luis Chataing, Lupe Gehrenbeck, Madar Rahamut, Melanio Escobar, Nortón Pérez, Roy Reyes, Stayfree, Susana Carballo, Tatyana Santana, Tom Monasterios, Yumber Vera, Vicente Lecuna, Willy Zitser.

## Proyectos Paralelos

### Radar
Radar era una revista encartada los días jueves en el diario El Universal que salió a la calle en la última semana de octubre de 1997. Fue un encargado de la editora del periódico a Carlos Lizarralde, ya que carecían de un producto para el mismo público de Urbe. Tenía un tiraje de 160.000 ejemplares. Su editor era Alejandro Rebolledo y el diseño gráfico correspondía a Joaquín Urbina, quienes seguían a la par con su trabajo en Urbe. Luego su editor fue Gabriel Torrelles hasta el inicio de Loquesea.com, donde se convirtió en el Editor En Jefe para Latinoamérica.

### Libros Urbe
En 1998, Urbe lanza el sello editorial Libros Urbe con la novela Pin Pan Pun de Alejandro Rebolledo. Al año siguiente gana por votación popular gana el Premio Urbe a la novela del año y llega a ser finalista del Premio Rómulo Gallegos. Esa nominación generó una ola de rechazo entre la élite intelectual venezolana "por parte del sector especializado se ha observado un evidente menosprecio por la novela de Rebolledo. Esta actitud resulta cuestionable una vez que el jurado de la XI edición del Premio Internacional de Novela Rómulo Gallegos llegó a incluirla entre las treinta finalistas, es decir, la reconoció como un texto relevante entre el conjunto de novelas hispanoamericanas publicadas en los últimos dos años. Como vemos, los reproches de sensacionalismo publicitario o ardid editorial resultan inaceptables" refiere al respecto el escritor Arnaldo Valero.
En una entrevista que salió publicada en el suplemento "Papel Literario" del diario El Nacional, Adriano González León cuestionó el sentido del gusto de los lectores de Pin Pan Pun y les recomendó otras lecturas, entre ellas, la Biblia.
La lista completa de libros publicados por la editorial es la siguiente:
| Año  | Título         | Autor               |
| ---- | -------------- | ------------------- |
| 1998 | Pin Pan Pun    | Alejandro Rebolledo |
| 2008 | Peor que tú    | Gabriel Torrelles   |
| 2008 | Sexo para leer | Varios              |

### Premios Urbe

#### Premios Urbe 2001
El 19 de diciembre de 2001, Urbe develó los ganadores de sus premios luego de recibir más de 35.000 votaciones por internet y fax. Excepcionalmente, en esta ocasión el periódico decidió excluir como nominados en varias categorías a Los Amigos Invisibles dada su previsible dominancia en los renglones donde fueran propuestos.
| Categoría            | Ganador                                | Nominados |
| -------------------- | -------------------------------------- | --------- |
| Grupo Establecido    | Fauna Crepuscular                      | -         |
| Grupo Emergente      | Los Oceánicos                          | -         |
| Disco Venezolano     | Miss Mujerzuela (Caramelos de Cianuro) | -         |
| Videoclip del año    | Lejos de Aquí (Sur Carabela)           | -         |
| Dj Establecido       | Dj Leo                                 | -         |
| Dj Emergente         | Dj Koño                                | -         |
| Vj Latinoaméricano   | Ruth (MTV)                             | -         |
| Personalidad del año | Asier Cazalis                          | -         |
| Premio Especial      | Caramelos de Cianuro                   | -         |